# Liberté d'association au Maroc
Au Maroc, la liberté d'association est régie par le Dahir n° 1-58-376 du 15 novembre 1958 réglementant le droit d'association.
L'association y a été définie comme une convention par laquelle deux ou plusieurs personnes mettent en commun de façon permanente leurs connaissances ou leurs activités dans un but autre que de partager des bénéfices.

## Financement des associations
D'après l'article 6 du Dahir n° 1-58-376 le budget de l'association peur être alimenté dans sa partie de recettes par les subventions et les cotisations de ses membres.

## Amendements du Dahir n° 1-58-376
- Décret n° 2-04-969 du 28 kaada 1425 (10 janvier 2005) pris pour l'application du dahir n° 1-58-376 du 3 joumada 1 1378 (15 novembre 1958) réglementant le droit d'association (B.O.5340);
- Dahir n° 1-02-206 du 12 joumada I 1423 (23 juillet 2002) portant promulgation de la loi n° 75-00 modifiant et complétant le dahir n° 1-58-376 du 3 joumada I 1378 (15 novembre 1958) réglementant le droit d'association	(B.O.5048);
- Dahir n° 1-94-260 du 4 moharrem 1415 (14 juin 1994) portant promulgation de la loi n° 34-93 portant ratification du décret loi n° 2-92-719 du 30 rabia 1 1413 (28 septembre 1992) modifiant et complétant les articles 18 et 32 du dahir n° 1-58-376 du 3 joumada I 1378 (15 novembre 1958) réglementant le droit d'association (B.O.4259);
- Décret loi n° 2-92-719 du 30 rebia I 1413 (28 septembre 1992) modifiant et complétant les articles 18 et 32 du dahir n° 1-58-376 du 3 joumada I 1378 (15 novembre 1958) réglementant le droit d'association (B.O.4169-Ter);
- Dahir portant loi n° 1-73-283 du 6 rebia I 1393 (10 avril 1973) modifiant et complétant le dahir n° 1-58-376 du 3 joumada I 1378 (15 novembre 1958) réglementant le droit d'association	(B.O. 3154);